# Ala al-Din Ali ibn Xudja al-Din
Diya al-Din o Ala al-Din Ali ibn Xudja al-Din, fou malik gúrida i després sultà que va regnar al domini de Ghor (amb seu a Firuzkuh) com a darrer membre de la dinastia abans de l'eliminació del seu poder pels xas de Coràsmia. Era fill de Xudja al-Din Alí i de la princesa coneguda després com a Maleka-ye Hadjdji.
Inicialment el seu nom era Diya al-Din (o Zia al-Din) i portava també el de "Perla de Ghor" i fou governador del Khurasan després del 1199/1200 en el regnat del seu cosí Xams al-Din Muhàmmad (Ghiyat al-Din) (1163-1203). Es va casar precisament amb la filla de Xams al-Din Muhàmmad (Ghiyat al-Din). No va poder resistir l'atac de Muhammad Ala al-Din de Coràsmia al Khurasan i va haver d'entregar Nixapur al khwrizmxah.
El 1203 va morir Xams al-Din Muhàmmad i el va succeir el seu germà Xihab al-Din Muhàmmad (Muizz al-Din) (1203-1206) que el va nomenar com a governador de la regió de Ghor (la capital estava a Firuzkuh i en devia quedar exclosa) i de Gardjistan i Zamindawar; del seu govern es recorda una expedició contra els ismaïlites del Kuhistan.
A la mort del seu cosí el 1206 fou destituït pel nou sultà Ghiyath al-Din Mahmud (1206-1212) que el va fer empresonar en una fortalesa del Gardjistan, però fou alliberat al cap d'un temps; més tard fou altre cop empresonat sota el sultà Ala al-Din Atsiz (1213-1214) però quan aquest fou mort en batalla (1214) els nobles el van treure de la presó i el van portar al tron a Firuzkuh, encara que el poder real el tenia el comandant turc de Gazni, Yalduz. Al cap d'un any va haver de rendir Firuzkuh a les forces del xa de Coràsmia (1215), i va poder anar a viure un exili honorable a Coràsmia on va morir al cap d'uns anys.